# فهرست جاذبه‌های گردشگری امارات متحده عربی
این فهرست به نقاط دیدنی امارات متحده عربی می‌پردازد.

## ابوظبی
- پارک بازی هیلی
- پارک عین فایضه
- پارک مبزره سبز
- باغ وحش العین
- جبل حفیت
- أم النار
- العین
- دهکده قدیمی ابوظبی
- دیر مسیحی
- منطقه آثار هیلی
- موزه العین
- موقع مسیحی
- واحه لیوا
- مسجد شیخ زاید

قلعه‌ها
- قلعه جاهلی
- قلعه شرقیه
- قلعه مربعه
- قلعه جسر مقطع
- قصر حصن
- قلعه مریجب

دانشگاه‌ها
- دانشگاه العین

## دبی

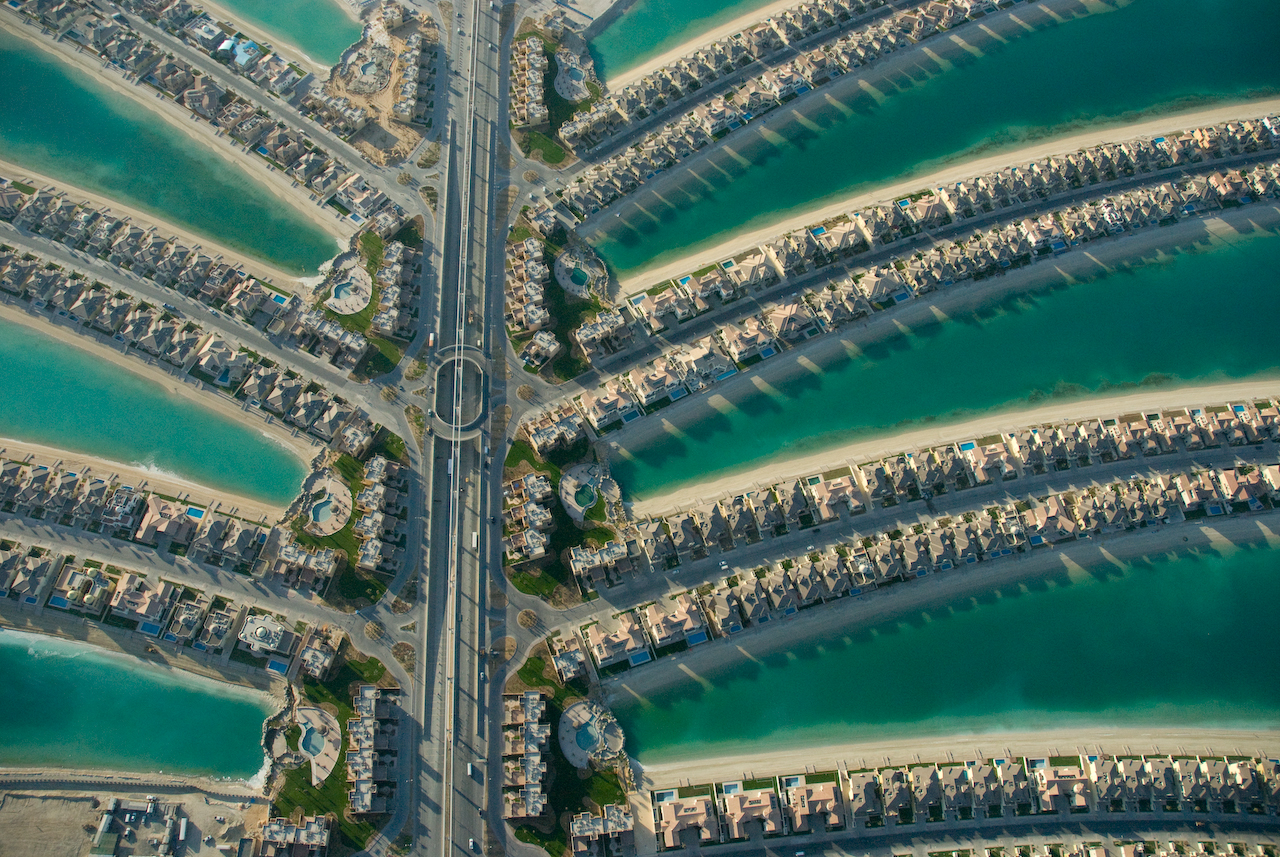
جزیره نخلی جمیرا.

پارک‌ها
- پارک خور
- پارک صفا
- پارک مشرف
- پارک ساحلی جمیرا
- پارک ممزر
- پارک القوز
- پارک زعبیل
- پارک الوصل
- پارک آبی وایلد وادی
- لیجر لاند

اماکن دیدنی
- باغ وحش دبی
- برج دبی
- بازار طلای دبی
- بستکیه
- خانه شیخ سعید
- برج‌العرب
- جزیره‌های نخلی دبی
- جزیره جهان
- سواحل دبی
- خانه وکیل (دبی)
- خانه شیخ جمعه
- خانه شیخ عبید بن ثانی
- دهکده میراثی
- دهکده غوص
- قلعة نایف
- قلعة الفهیدی
- مجلس غریفه
- مسجدهای منطقه شندغه
- مسجد جمیرا
- فرودگاه بین‌المللی دبی
- موزه دبی
- میدان جمال عبدالناصر
- جاذبه‌های ورزشی

دانشگاه‌ها
- دانشگاه آمریکایی دبی
- دانشگاه هوانوردی امارات
- دانشگاه وولن گونگ

مناطق
- شندغه
- بازار بزرگ
- بازار مرشد

## شارجه
پارک‌ها
- پارک ملت شارجه
- پارک مجاز
- پارک جزیره

اماکن دیدنی
- قلعه حصن شارجه
- قلعه خان
- قلعه حصن غیل
- قلعه کلباء
- قلعه فلج
- قلعه فلی
- قلعه عیسی بن جرش
- قلعه علی بن راشد
- موزه آثار شارجه
- موزه تاریخ
- موزه آثار اسلامی
- موزه تاریخ طبیعت
- موزه محطه
- موزه فنون
- وادی احفره
- وادی الحلو
- میدان روله
- ابو شغارة

دانشگاه‌ها
- دانشگاه شارجه
- دانشگاه آمریکایی شارجه

## عجمان
- قلعه عجمان
- قلعه منامة (عجمان) قلعه منامة
- قلعه مصفوت
- موزه عجمان

دانشگاه‌ها
- دانشگاه عجمان

## ام‌القوین
- فلج المعلا
- جزیره سینیه
- قلعه ام‌القوین
- قلعه فلج معلا
- موزه ام‌القیوین

## رأس‌الخیمه
- قلعه رأس الخیمه
- قلعه ضایه
- جزیره حمرا
- جلفار
- قلعه بوشناق
- موزه رأس‌الخیمه
- وادی قور
- قصر الزبا

## فجیره
- پارک عین مضب
- قلعه اوحله
- قلعه دبا
- دهکده قدیمی فجیره
- دهکده میراثی فجیره
- قلعه بلدیه
- آبشار مسافی
- آبشار وادی دلم
- آبشار وریعه
- قلعه بثنه
- مسجد بدیه
- موزه فجیره
- وادی بصیره
- وادی حیل
- وادی طویان
- وادی وریعه
- وادی زکت
- وادی سیجی
- وادی صفد
- وادی لبن
- وادی حام
- سد سیجی
- سد زکت
- سد حام
- سد طویین
- وادی اصفنی
- وادی حتی